# Wasserläufer
Die Wasserläufer (Gerridae – umgangssprachlich und regional auch Schneider oder Wasserschneider) sind eine Familie innerhalb der Unterordnung der Wanzen (Heteroptera). Sie kommen in Europa mit 16 Arten vor, davon leben 10 Arten der Gattung Gerris, 4 Arten der Gattung Aquarius und eine Art der Gattung Limnoporus in Mitteleuropa. Die Arten sind sehr schwer voneinander zu unterscheiden.

## Merkmale
Wasserläufer werden 10 bis 20 Millimeter lang und sind mit ihrem Körperbau den Bachläufern (Veliidae) sehr ähnlich. Sie haben einen sehr schlanken und langgestreckten Körper, der komplett mit feinsten kurzen Härchen bedeckt ist, die das Wasser abweisen. Die Härchen auf ihren Tarsen ermöglichen es den Tieren, sich mit Hilfe der Oberflächenspannung schnell auf der Wasseroberfläche zu bewegen, ohne dabei einzusinken. Das hintere Beinpaar, mit dem sie die Richtung steuern, und das mittlere Beinpaar, das die Kraft für die Bewegung überträgt, sind sehr lang. Die vorderen Beine sind kurz und werden nur zum Beutegreifen verwendet. Wasserläufer haben gut entwickelte Facettenaugen und können sehr gut sehen. Die Flügel der verschiedenen Arten sind unterschiedlich gut entwickelt. Sogar innerhalb der gleichen Art gibt es sämtliche Varianten vom Fehlen der Flügel über verkümmerte bis hin zu gut ausgebildeten Vorder- und Hinterflügeln (Flügelpolymorphismus). Deren Ausbildungsgrad, so wurde ermittelt, hängt mit der Intensität des Lichteinfalls während der Entwicklung der Larven zusammen. Nur Tiere mit voll entwickelten Flügeln können fliegen.

## Vorkommen
Die Tiere leben meist in stehenden Gewässern und halten sich auf der Wasseroberfläche zumeist in großen Gruppen auf. Einige Arten haben sich jedoch auf ein Leben auf fließenden Gewässern spezialisiert. Die flügellosen Arten der Gattung Halobates, die zur Unterfamilie der Meerwasserläufer (Halobantinae) gehören, leben das ganze Jahr über an der Küste. Es gibt aber auch Arten, die auf hoher See leben. Diese müssen ihre Eier auf Treibgut ablegen.

## Lebensweise
Wasserläufer leben auf mäßig belastetem Wasser und benötigen eine Wassertemperatur von 11–15 °C. Sie ernähren sich räuberisch von verschiedenen Insekten, die aufs Wasser fallen. Solche ums Überleben rudernde Tiere reizen die empfindlichen Vibrationssinnesorgane in den Beinen, wodurch die Beute geortet werden kann. Die Fortbewegung erfolgt mit raschen synchronen Ruderschlägen des mittleren Beinpaares, wobei die Tiere mit bis zu 1,5 m/s sehr schnell werden können. Es können auch 30 bis 40 Zentimeter hohe und weite Sprünge beobachtet werden.

## Entwicklung
Die Wasserläufer paaren sich im Frühling bis zum Frühsommer. Die Weibchen legen aber ihre Eier über mehrere Monate verteilt an Pflanzen nahe der Wasseroberfläche ab. Die daraus schlüpfenden Larven durchleben fünf Larvenstadien. In Europa überwintern sie als ausgewachsene Tiere am Land.

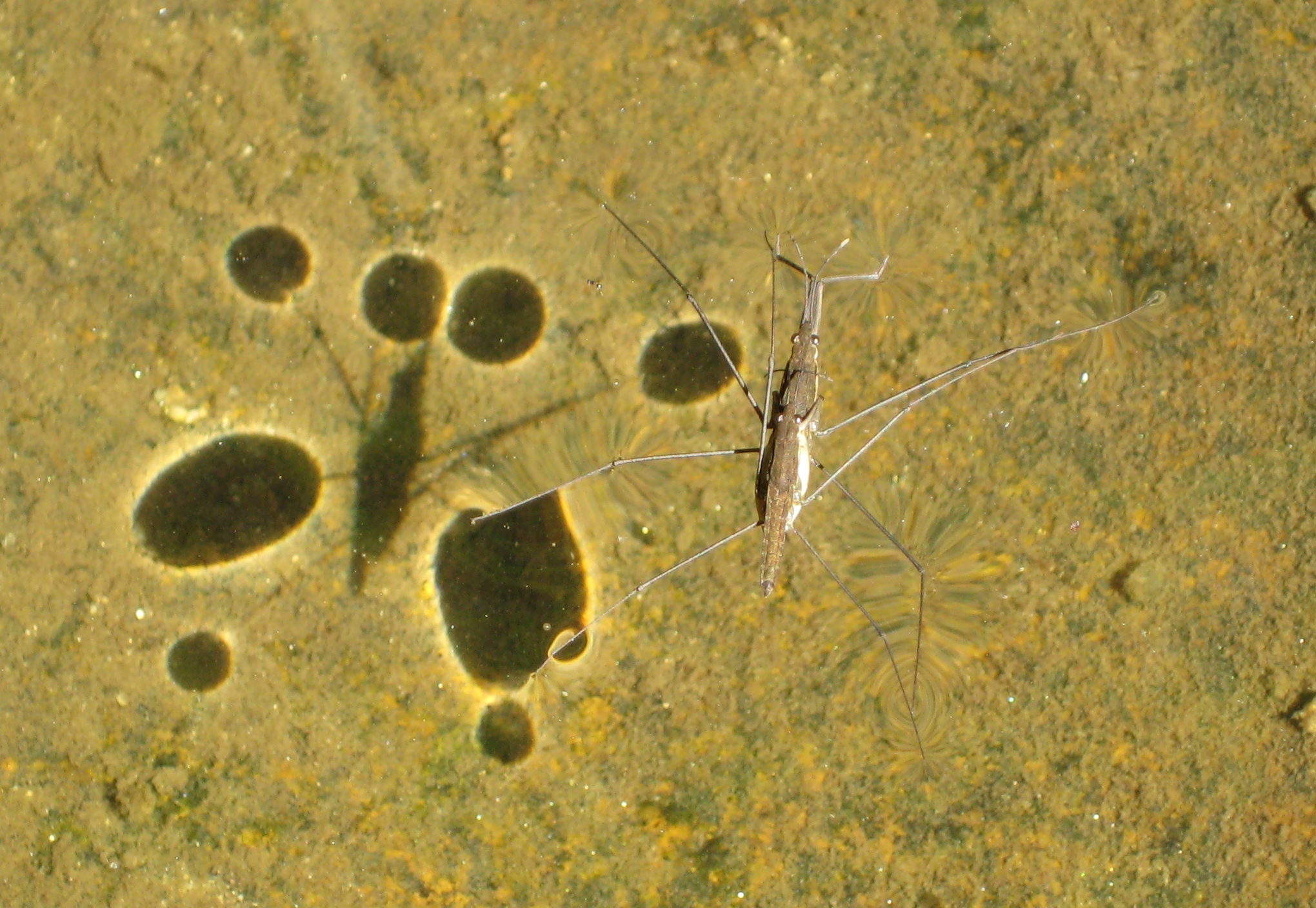
Wasserläufer-Paar mit Schattenwurf der durch die Füße „eingedellten“ Wasseroberfläche
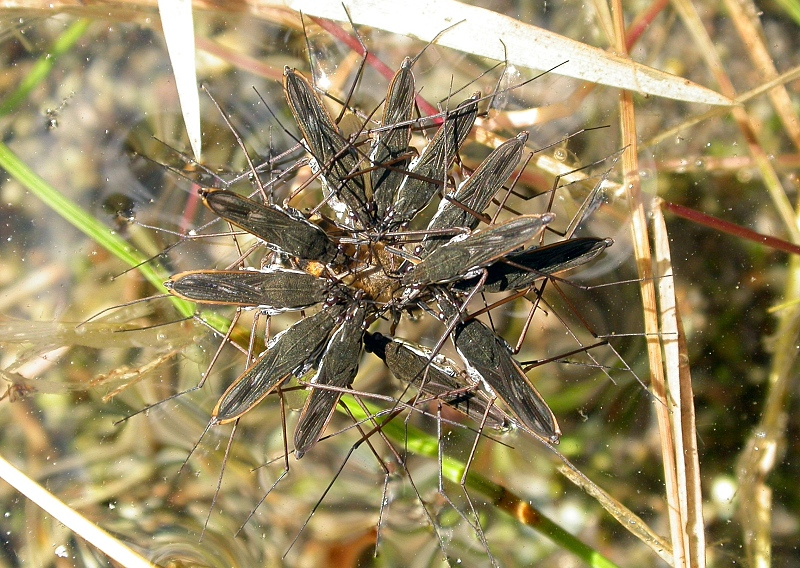
Zwölf Wasserläufer beim kollektiven Aussaugen einer ertrunkenen Biene
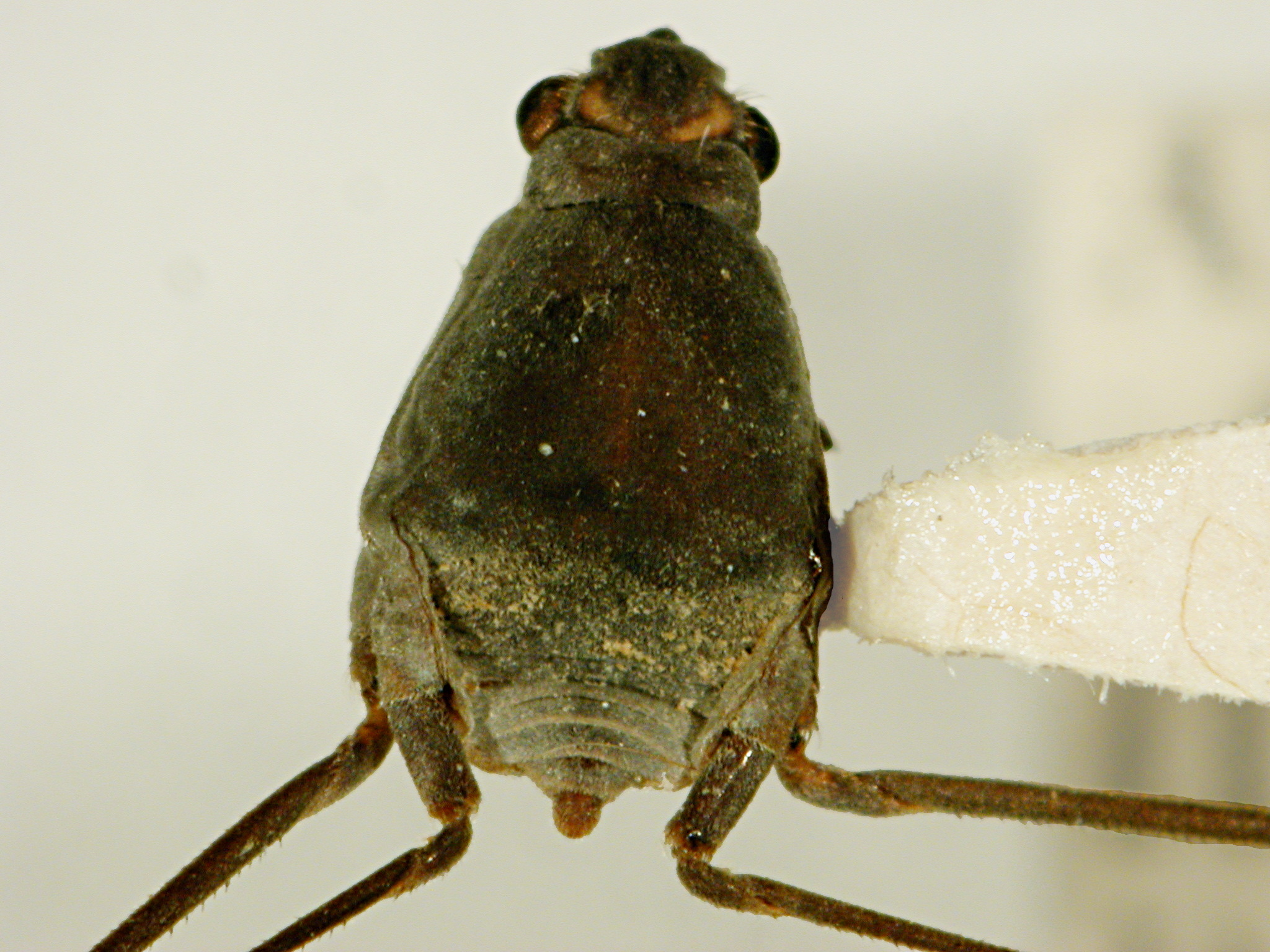
Ein Meerwasserläufer der Gattung Halobates (Sammlungspräparat)
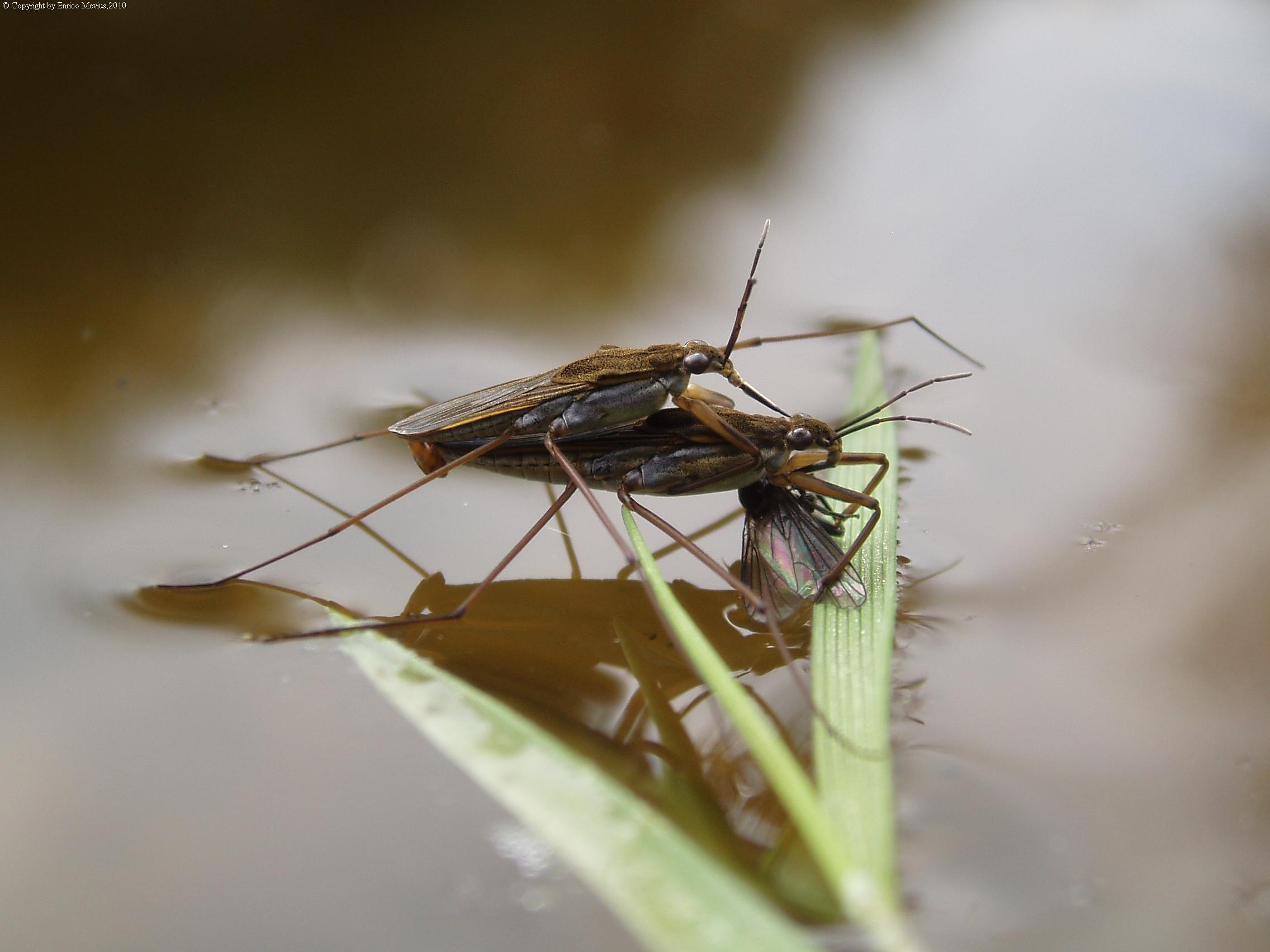
Wasserläufer bei der Paarung
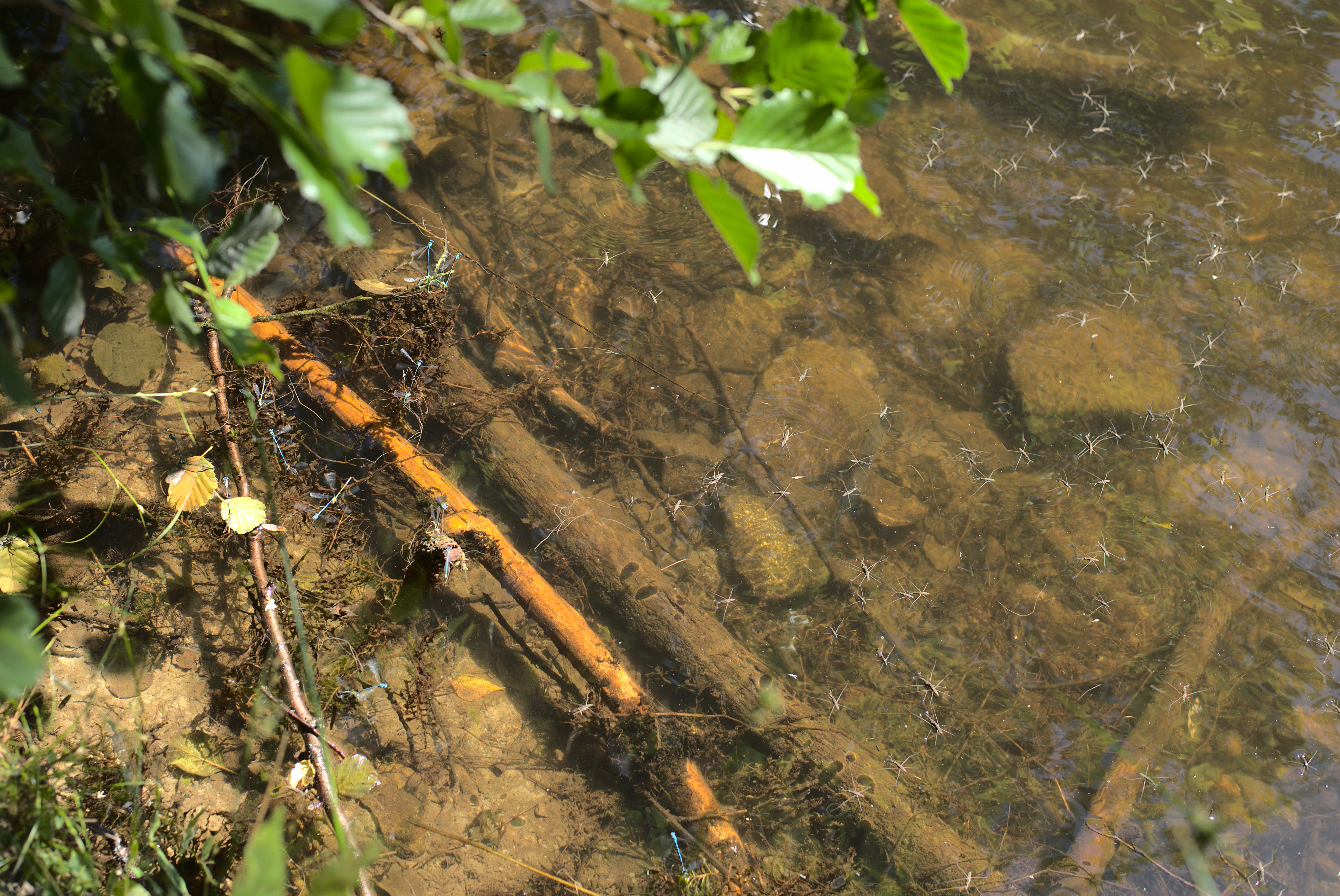
Gruppe von Wasserläufern auf einem Weiher des Steinbachs in Saarbrücken

## Europäische Arten
- Aquarius cinereus (Puton, 1869)
- Aquarius najas (De Geer, 1773)
- Aquarius paludum (Fabricius, 1794)
- Aquarius ventralis (Fieber, 1860)
- Gerris argentatus Schummel, 1832
- Gerris brasili Poisson, 1941
- Gerris costae (Herrich-Schaeffer, 1850)
- Gerris gibbifer Schummel, 1832
- Gemeiner Wasserläufer (Gerris lacustris) (Linnaeus, 1758)
- Gerris maculatus Tamanini, 1946
- Gerris odontogaster (Zetterstedt, 1828)
- Gerris sphagnetorum Gaunitz, 1947
- Gerris thoracicus Schummel, 1832
- Gerris asper (Fieber, 1860)
- Gerris lateralis Schummel, 1832
- Limnoporus rufoscutellatus (Latreille, 1807)

## Außereuropäische Arten (Auswahl)
- Gattung Meerwasserläufer (Halobates)
- Art Potamobates anchicaya (von Mittelamerika (Panama) bis Südamerika (Ecuador))

## Fossile Belege
Wasserläufer wurden in ca. 100 Millionen Jahre altem kreidezeitlichem Bernstein aus Südwestfrankreich (Département Charente-Maritime) identifiziert. Hierbei handelt es sich um die ältesten fossilen Vertreter dieser Familie überhaupt. Weitere Funde sind aus dem deutlich jüngeren Baltischen Bernstein und Dominikanischen Bernstein bekannt. Die Konservierung wasserbewohnender Organismen in Bernstein bedarf außergewöhnlicher Umstände und ist daher sehr selten.